# Elte (plaats)
Elte is een dorp in, en een Stadtteil van, de gemeente Rheine in de deelstaat Noordrijn-Westfalen in Duitsland.

Wapen van Elte

Ambtelijk heet de plaats Rheine-Elte. Door zijn inwoners wordt Elte liefdevol Unser Dorf genoemd. Blijkens de website van de gemeente Rheine had het dorp in 2018 2.215 inwoners.

## Ligging, bereikbaarheid
Het dorp Elte ligt aan de oostoever van de rivier de Eems. Gezien de geografische ligging - 8 km ten zuidoosten van het centrum van de stad Rheine - heeft Elte nog het karakter van een landelijk plaatsje. Dicht bij het dorp liggen de ooibossen en deels in de kleine natuurreservaten Flöddert en Elter Dünen gelegen rivierduinen langs deze rivier.
Door het dorp loopt de Bundesstraße 475 Rheine- Saerbeck. De stadsbus van Rheine heeft een halte in het dorp, die echter slechts enkele malen per dag wordt bediend.

## Geschiedenis
Elte wordt in een document uit het jaar 1154 voor het eerst vermeld.
Van februari tot mei 1940 waren hier legeronderdelen van de infanterie van de Wehrmacht gelegerd, die op 10 mei 1940 Nederland binnenvielen en in de Tweede Wereldoorlog stortten.
Elte was tot 1975 met ongeveer 1.300 inwoners nog een zelfstandige gemeente, maar op 1 januari 1975 is het met de andere omliggende gemeenten tot de stad Rheine samengevoegd. Elte is van oudsher een op de landbouw georiënteerde plaats.

## Bezienswaardigheden
- De 17e-eeuwse Sint-Ludgeruskerk te Elte

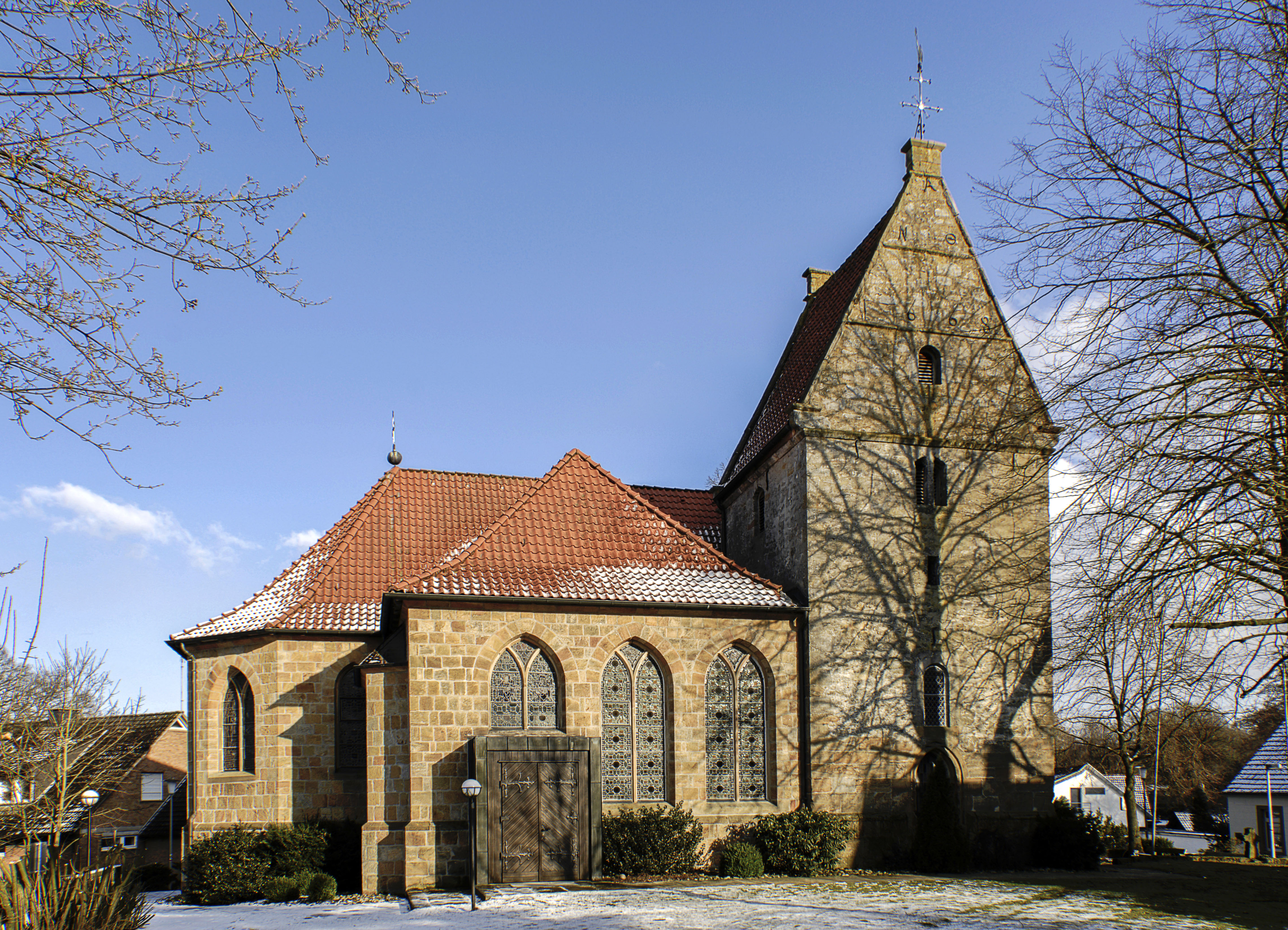
Sint-Ludgeruskerk, Elte

## Belangrijke personen in relatie tot het dorp
- Josef Pieper (* 4 mei 1904 in Elte; † 6 november 1997 in Münster), Duits katholiek filosoof, navolger van Thomas van Aquino; hij bestudeerde ook de werken en ideeën van de oud-Griekse filosoof Plato en was lange tijd professor in de wijsbegeerte.[2]
- De ook in Nederland bekende schilder en graficus Matthias Weischer werd in 1973 te Elte geboren.